# 山ノ内町

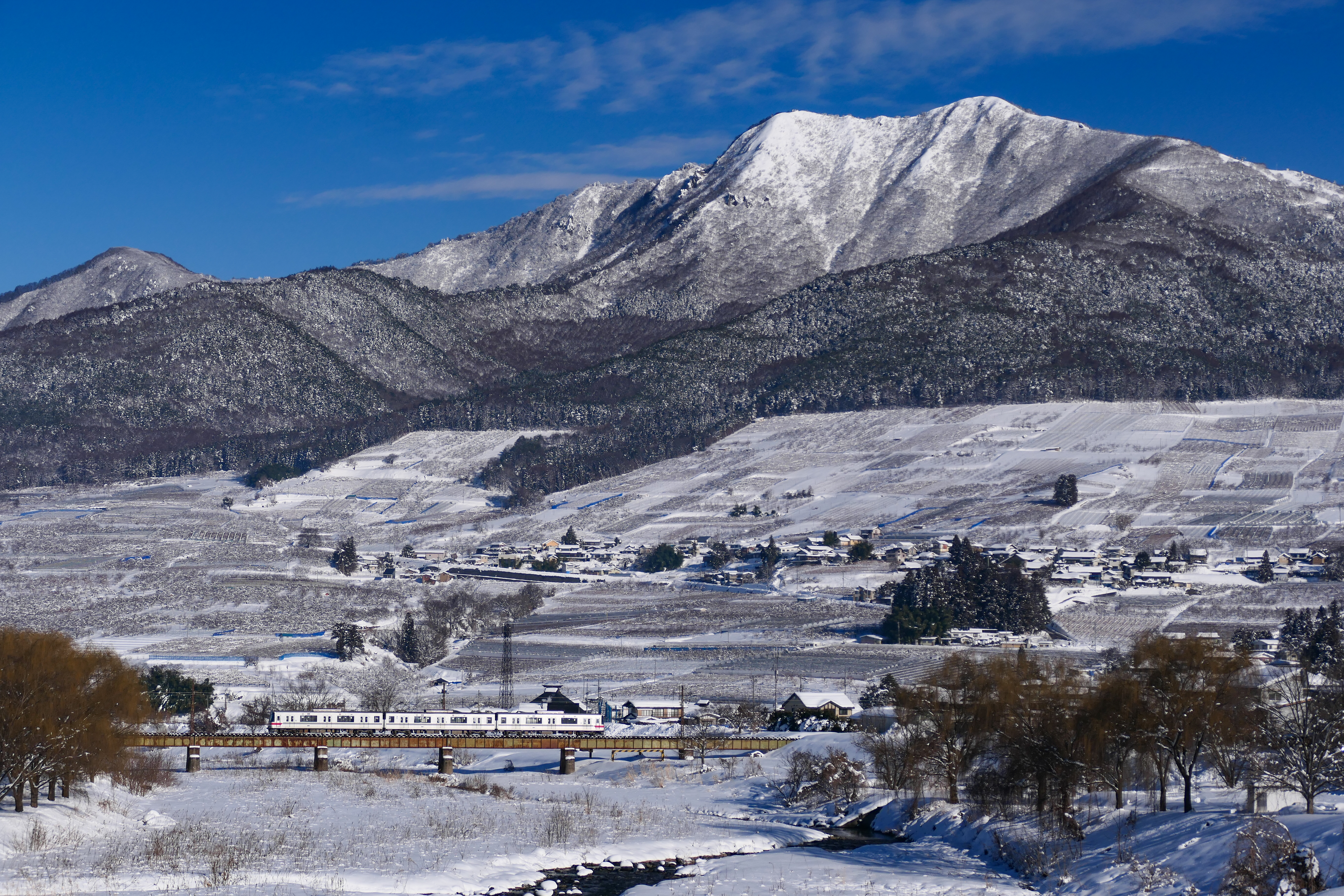
夜間瀬地区と高井富士（高社山）

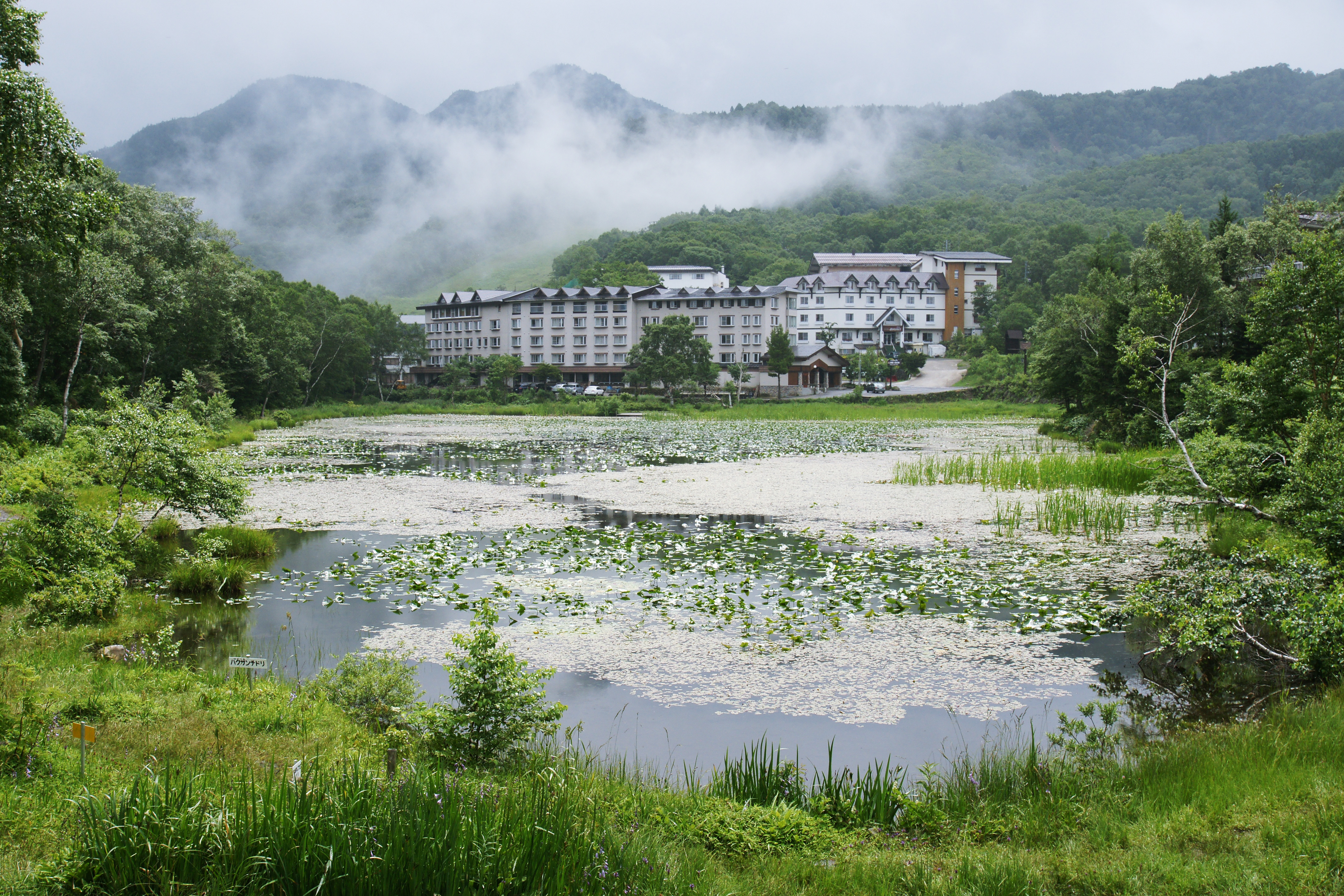
蓮池と志賀レークホテル

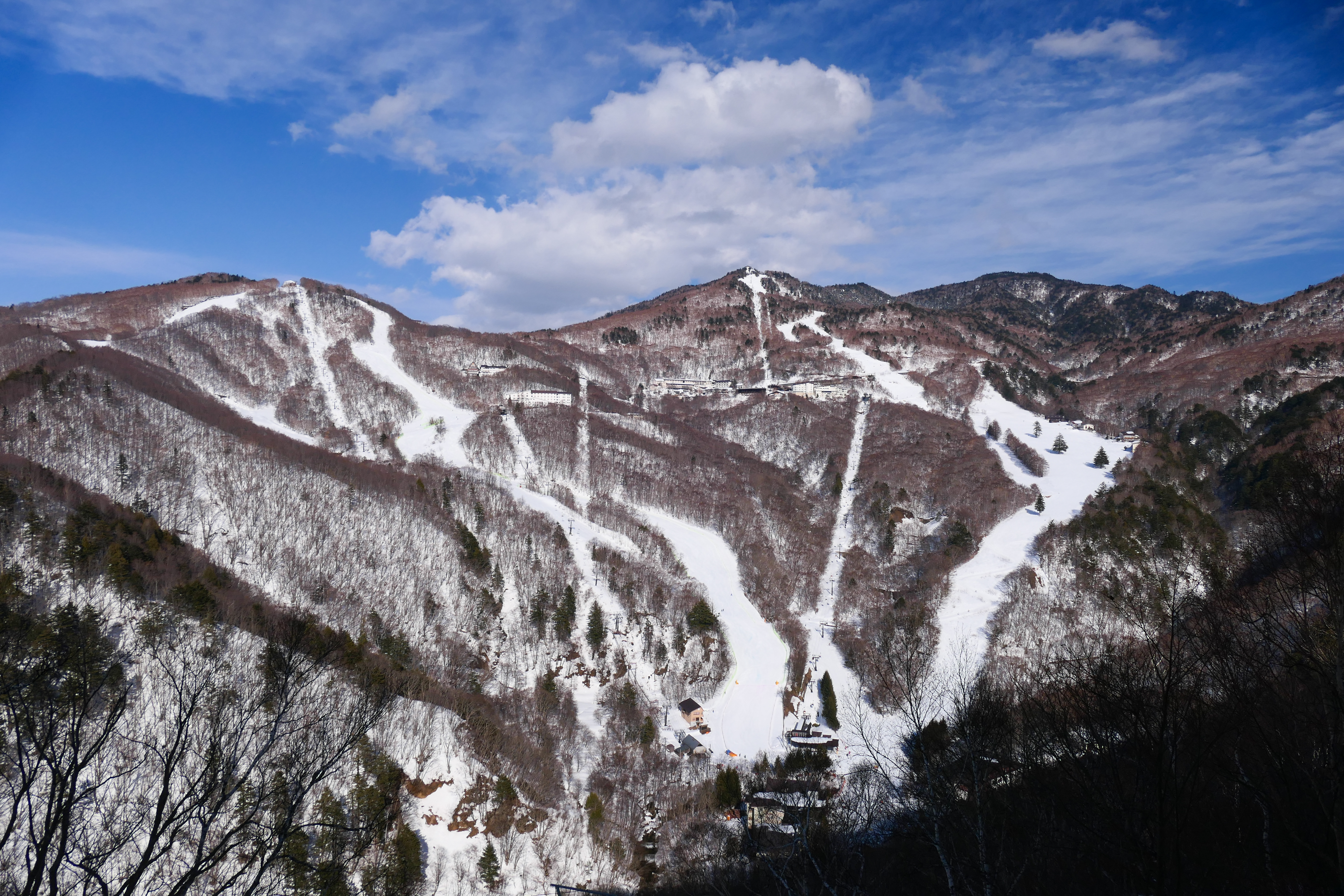
志賀高原スキー場、西館山と東館山

山ノ内町（やまのうちまち）は、長野県の北東に位置する町。上信越高原国立公園が位置する地域であるとともに、景観法に基づく景観行政団体でもある。町内の志賀高原や湯田中渋温泉郷など観光地として有名である。

## 地理
東西約39Km、南北12km、標高は十三崖の424mから裏岩菅山2341m。
面積の90%以上が山林原野である。河岸段丘や扇状地には集落・田のほか、リンゴ・ブドウ・モモなどの耕作地が斜面に広がっている。河川流域には火山活動の影響により温泉地が広がる。森林セラピー基地に認定されている。
冬は日本海からの湿った空気が高山にぶつかるため降雪が多く、山腹はスキー場として利用されている。また、降水量が多く、火山性の地質であり、標高差が激しいことなどから、夜間瀬川水系はたびたび水害が発生した。県境をまたぐ信濃川・千曲川の支流のため、一級河川として国が管理している。
高原には、火山活動の痕跡のため、大小70以上の湿原、池が点在し、高山植物や、野獣鳥が生息するほか、石の湯の源氏蛍をはじめ珍しい植生が観察できる。
- 主な山:裏岩菅山、横手山、岩菅山、笠ケ岳、志賀山、高井富士
- 主な河川:夜間瀬川(国立公文書館収蔵 天保国絵図 信濃国では沓野川)、横湯川、角間川
- 高原:志賀高原、北志賀高原
- 主な湿原、湖、池:アワラ湿原、田ノ原湿原、前山湿原、四十八池湿原、高天ヶ原湿原、琵琶池湿原、長池湿原、ワタスゲ平湿原、丸池、稚児池、木戸池、渋池、蓮池、水無池

### 隣接している自治体
- 中野市
- 上高井郡高山村
- 下高井郡木島平村
- 下水内郡栄村
- 群馬県吾妻郡中之条町

## 歴史
旧石器時代は黒曜石、頁岩で作った石器が発掘されている。縄文時代は上条遺跡、伊勢宮遺跡、佐野遺跡などで発掘されている。縄文晩期前半の佐野遺跡で出土された土器は佐野式として指標となっている。
古墳時代は夜間瀬地区に九つの古墳が残り、奈良平安時代には薬草が朝廷に献上され、平安時代には朝廷の馬を育てる御牧が設けられていた。
鎌倉南北朝、室町時代には地方有力豪族の高梨氏、夜交氏、小島氏の支配下となり、後にこれら豪族は上杉氏の家臣となり、慶長3年に上杉氏の会津転地とともに移転していった。江戸時代には慶長3年から寛永元年までの26年の間に多くの領主交代があった。寛永元年からは天領(徳川家直轄地)と松代藩(真田)領となり、幕末まで徳川幕府の統治が行われた。
徳川幕末時点の人口はおよそ8000人ほど。人口に比べ耕作地が少なかったため、米はほとんど年貢として納め、雑穀を主食としていた。竹細工、木工品、薪、炭の生産と、草津街道の運搬補助、湯治場が主な産業であった。
また、水利権争いが度々起きていた。平穏や和合会などの名称は地域の争いが起きないように願いつけられた。奥志賀高原では木島平村と夜間瀬村の水争いもあった。
夜間瀬川水系の水利権は、下流の中野市側にあったことや、耕作地が少ないことから、原野開拓が盛んに行われた。
特に徳川幕末、松代真田藩領では佐久間象山が高井郡沓野村・佐野村・湯田中村の利用係となり、頻繁に指導、鉱山開発などもした（無給の使役に対する沓野村農民の松代直訴、天領上条の湯女騒動などもあった）。
山林原野は歴史的に地域共同体としての所有をしていた。
明治政府により国有とされた時期があったが、多くを奪還し以降の土地所有権は入会権をもって山岳部は共同保有され、上信越国立公園の中の志賀高原のほとんどの所有権は財団法人の共有名義となっている。

### 沿革
- 1955年（昭和30年）4月1日 - 下高井郡平穏町・穂波村・夜間瀬村が合併して山ノ内町が発足。

## 人口
| |                                          |  |
| 山ノ内町と全国の年齢別人口分布（2005年） | 山ノ内町の年齢・男女別人口分布（2005年） |  |
| ■紫色 ― 山ノ内町 ■緑色 ― 日本全国 | ■青色 ― 男性 ■赤色 ― 女性                |  |
| 山ノ内町（に相当する地域）の人口の推移 \| 1970年（昭和45年） \| 19,166人 \| \| \| 1975年（昭和50年） \| 19,022人 \| \| \| 1980年（昭和55年） \| 18,964人 \| \| \| 1985年（昭和60年） \| 18,546人 \| \| \| 1990年（平成2年） \| 17,680人 \| \| \| 1995年（平成7年） \| 16,951人 \| \| \| 2000年（平成12年） \| 15,900人 \| \| \| 2005年（平成17年） \| 14,704人 \| \| \| 2010年（平成22年） \| 13,678人 \| \| \| 2015年（平成27年） \| 12,429人 \| \| \| 2020年（令和2年） \| 11,352人 \| \| |                                          |  |
| 総務省統計局 国勢調査より |                                          |  |
| 1970年（昭和45年） | 19,166人                                 |  |
| 1975年（昭和50年） | 19,022人                                 |  |
| 1980年（昭和55年） | 18,964人                                 |  |
| 1985年（昭和60年） | 18,546人                                 |  |
| 1990年（平成2年） | 17,680人                                 |  |
| 1995年（平成7年） | 16,951人                                 |  |
| 2000年（平成12年） | 15,900人                                 |  |
| 2005年（平成17年） | 14,704人                                 |  |
| 2010年（平成22年） | 13,678人                                 |  |
| 2015年（平成27年） | 12,429人                                 |  |
| 2020年（令和2年） | 11,352人                                 |  |

## 行政
- 町長：平澤岳（2023年3月5日就任）
- 北信広域連合に参加

## 議会

### 長野県議会（中野市下高井郡選挙区）
- 定数：2人
- 任期：2019年（平成31年）4月30日 - 2023年（令和5年）4月29日
- 丸山栄一（自由民主党）、小林東一郎（無所属）

### 衆議院
- 選挙区：長野1区 （長野市（旧大岡村・豊野町・戸隠村・鬼無里村・信州新町・中条村域を除く）、須坂市、中野市、飯山市、上高井郡、下高井郡、下水内郡）
- 任期：2021年10月31日 - 2025年10月30日
- 当日有権者数：425,440人
- 投票率：59.74％

| 当落 | 候補者名 | 年齢 | 所属党派   | 新旧別 | 得票数    | 重複 |
| ---- | -------- | ---- | ---------- | ------ | --------- | ---- |
| 当   | 若林健太 | 57   | 自由民主党 | 新     | 128,423票 | ○    |
| 比当 | 篠原孝   | 73   | 立憲民主党 | 前     | 121,962票 | ○    |

## 経済

### 産業
- 観光業
- 農業

## 友好都市・提携都市
- 足立区（東京都）
  - 1982年（昭和57年）10月1日 友好都市提携。

背景:疎開地として当時平穏村人口6千5百人に対して学童疎開人口5千弱、
足立区からは千8百余名を受け入れた事に由来する交流
- 玉村町（群馬県）
  - 2007年（平成19年）8月1日 友好都市提携。

- 密雲区（中華人民共和国北京市）
  - 2007年（平成19年）4月27日 友好都市提携。

- ベイル町（アメリカ合衆国コロラド州）
  - 2018年（平成30年）1月25日 友好都市提携。
- 美唄市（北海道）
  - 2024年（令和6年）3月22日 友好都市提携。
- サン＝ジェルヴェ・レ・バン市（フランス共和国オート・サヴォワ県）
  - 2025年（令和7年）1月8日 友好都市提携。

## 教育
- 山ノ内町立山ノ内中学校
- 山ノ内町立東小学校
- 山ノ内町立西小学校
- 山ノ内町立南小学校
- 山ノ内町立北小学校

## 交通

### 鉄道
長野電鉄
- 長野線：夜間瀬駅 - 上条駅 - 湯田中駅

### バス
- 長電バス

### 道路
一般国道
- 国道292号
- 国道403号

県道
- 長野県道66号豊野南志賀公園線
- 長野県道471号奥志賀公園線
- 長野県道502号奥志賀公園栄線
- 長野県道342号宮村湯田中停車場線

道の駅
- 北信州やまのうち

## 名所・旧跡・観光スポット

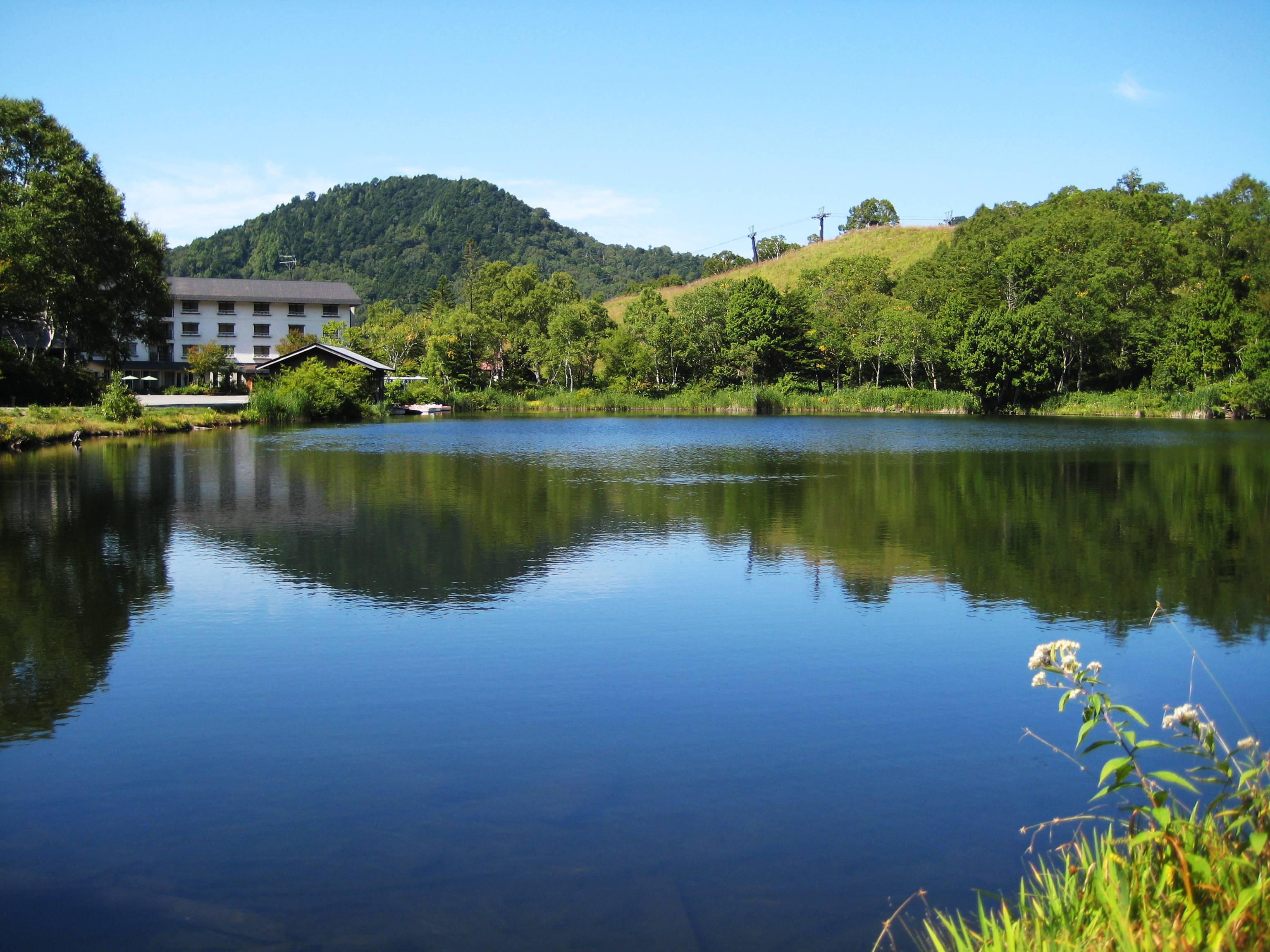
木戸池

### 名所
- 志賀高原
- 北志賀高原

- 横湯山温泉寺
  - 1305年（嘉元3）京都臨済宗東福寺の虎関師練国師が草庵を建て温泉の効能を教えた。1556年(弘治2)佐久曹洞宗貞祥寺から節香徳忠禅師を招いて横湯山温泉寺として開山。武田信玄が1564年（永禄7）に伽藍を寄進し寺の紋を武田菱とした。川中島の戦いのおり武田方の湯治場となっていた。現在境内には和式サウナが復元されている。

- 世界平和聖観世音菩薩
  - 昭和13年に護国観音として青銅製33mの大観音を山田山光師が建立、昭和19年金属供出で解体。現在の大観音は昭和39年に完成。25mのブロンズ製で、東洋の金属製観音像としては最大。台座には四国三十三箇所の写し本尊が安置され、地下には回廊が作られている。

- 上林不動尊千駄焼き
  - 文久年間ころから伝わる。2月立春に御岳教中正講社の行者が五難・七難即滅、雨乞いを祈祷する。燃え盛る炭の上を素足で火渡りする。

- 御柱
  - 7年に一度の諏訪社による御柱祭り。
  - 天川神社、金倉神社、諏訪八幡社、高井水上神社、湯宮神社

- 宇木江戸彼岸桜
  - 県下最大の根周径、国土地理院地形図に「千歳桜」と記述、昭和3年天皇御大典を記念して命名。もとは月見桜、見返り桜と呼称。

- 一の瀬のシナノキ
  - 幹周860cmの国内最大周のシナノキ[2]

### 文化財
- 重要文化財（国指定）

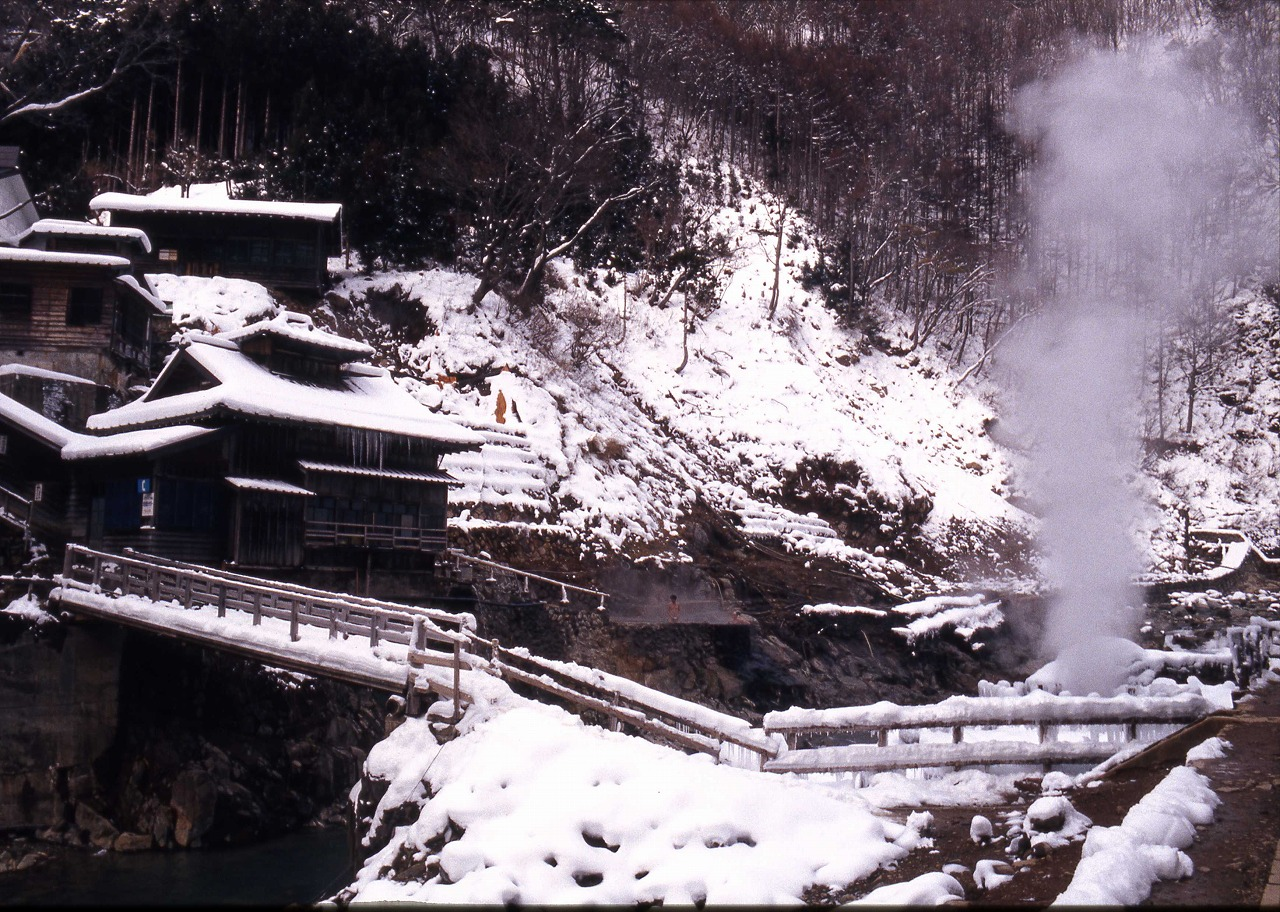
地獄谷温泉後楽館と間欠泉

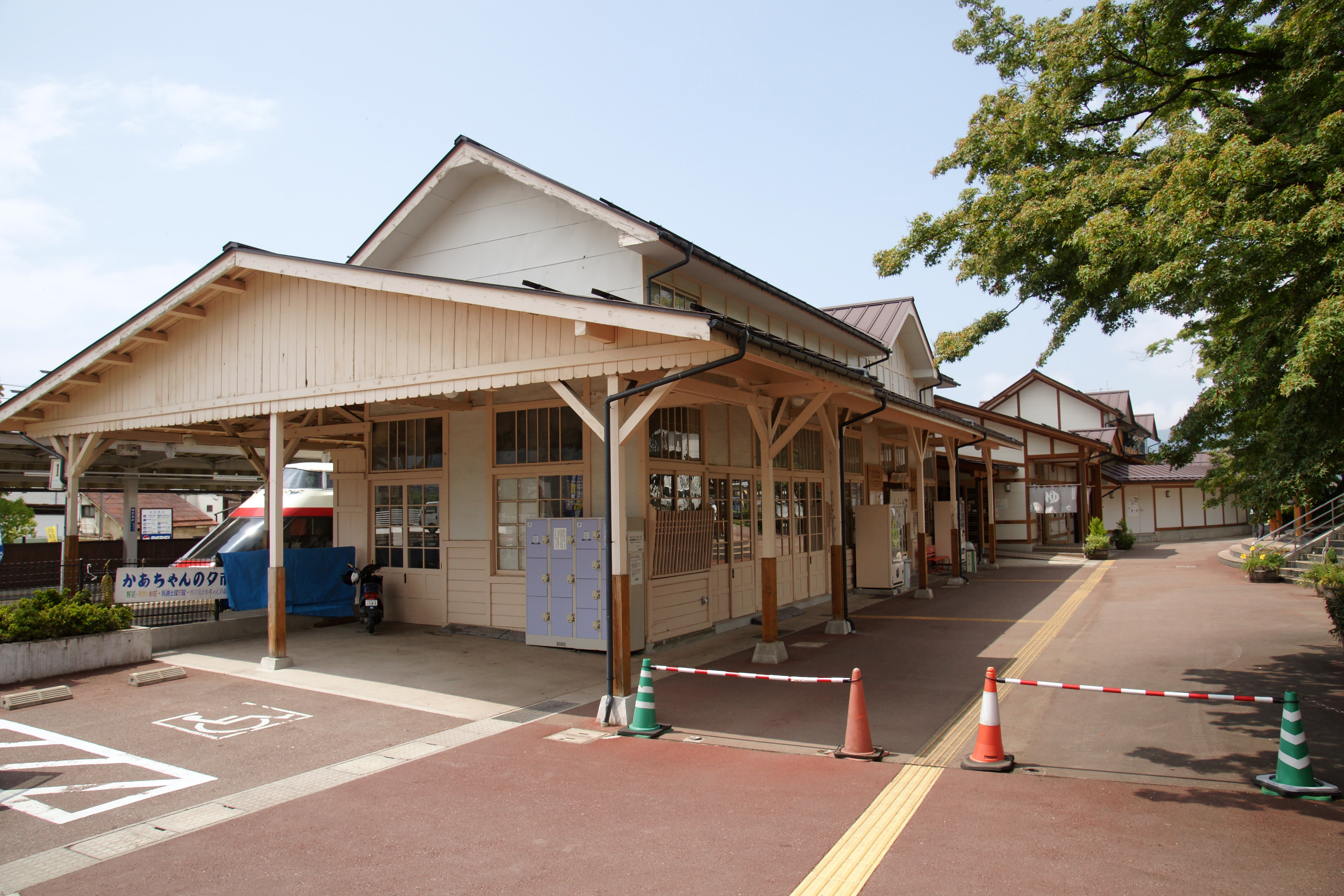
湯田中駅旧駅舎

  - 佐野神社本殿（桃山時代）:昭和30年6月22日指定
- 史跡（国指定）
  - 佐野遺跡（英語版）（縄文晩期）:昭和51年12月25日指定
- 天然記念物（国指定）
  - 渋の地獄谷噴泉:昭和2年4月8日指定
  - 志賀高原石の湯のゲンジボタル生息地[3]
- 登録有形文化財
  - 金具屋旅館:平成15年7月12日登録
  - よろずや旅館:平成15年12月25日登録
  - 湯田中駅旧駅舎:平成16年12月10日登録

### 温泉

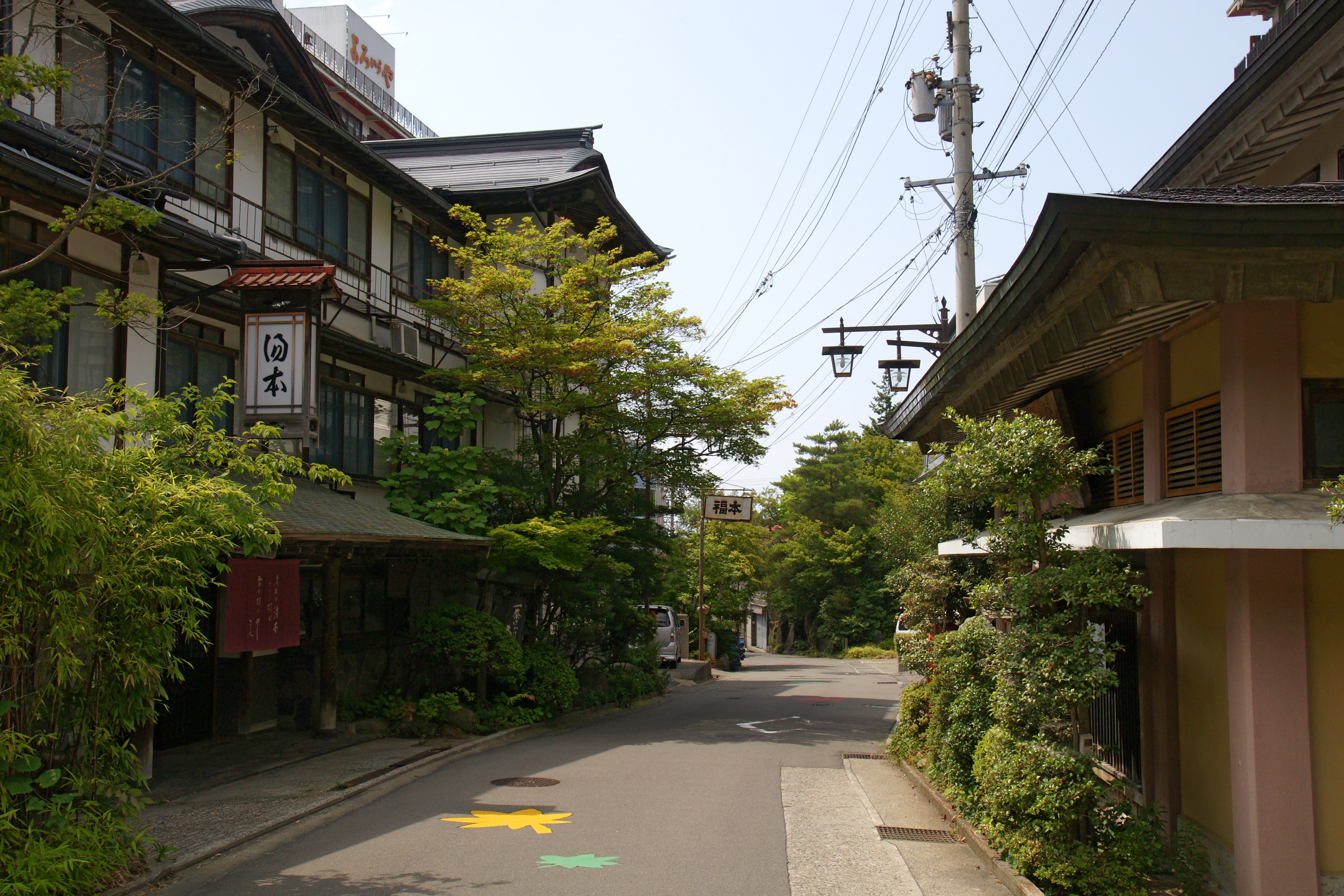
湯田中温泉街

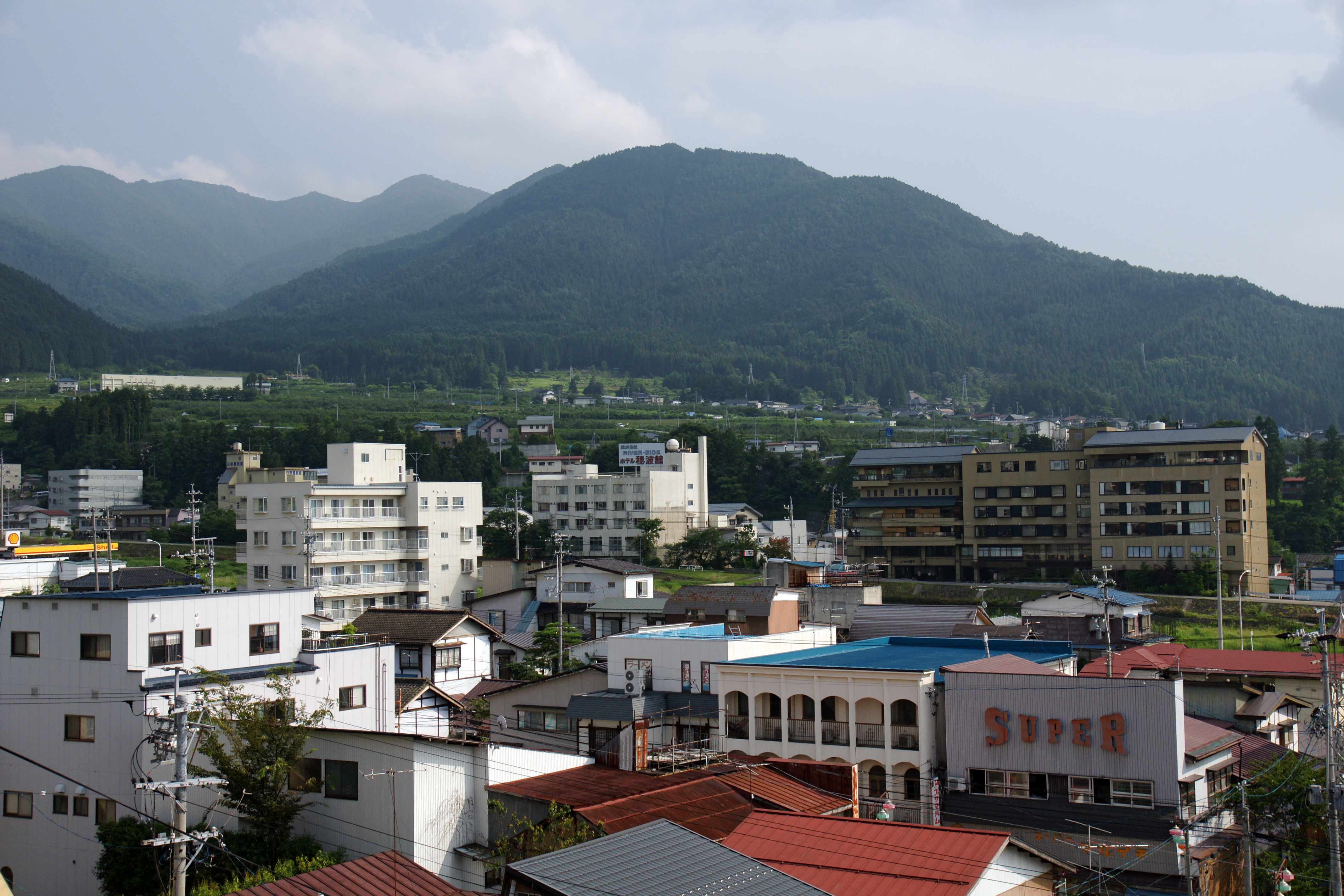
星川温泉街

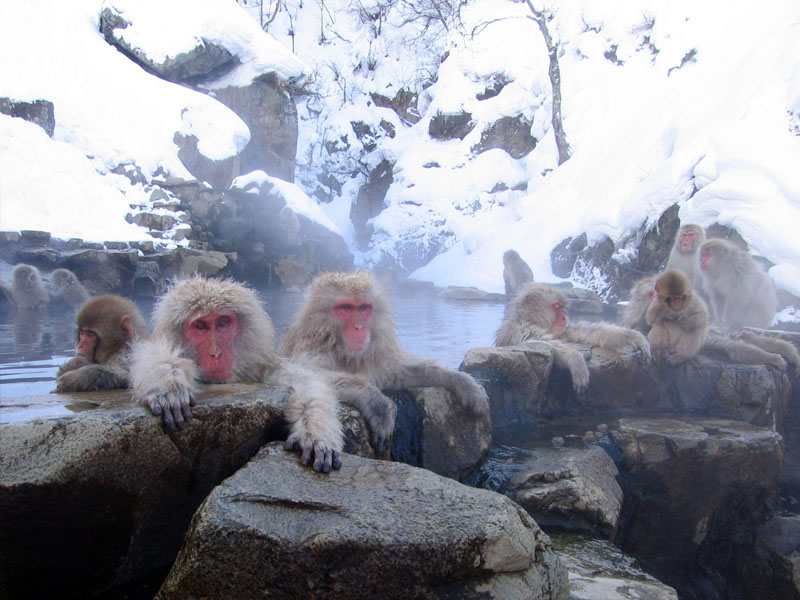
地獄谷野猿公苑

山ノ内町の町内には60近くの外湯、160近くの温泉宿泊施設が有る。
- 北志賀温泉
- 木戸池温泉
- 熊の湯温泉
- 志賀山温泉
- 硯川温泉
- 発哺温泉
- 幕岩温泉
- 丸池温泉
- 湯田中渋温泉郷
  - 安代温泉
  - 角間温泉
  - 上林温泉
  - 沓野温泉
  - 地獄谷温泉
  - 渋温泉
  - 新湯田中温泉
  - 星川温泉
  - 穂波温泉
  - 湯田中温泉
- よませ温泉
- 竜王温泉

### 観光
- 地獄谷野猿公苑

### 文化施設

#### コンサートホール
- 奥志賀高原 森の音楽堂

#### 博物館・美術館
- 上林 志賀山文庫
- 角間 林芙美子文学館
- 湯田中 蟻川図書館
- 上林 志賀高原ロマン美術館
- 丸池 猪谷記念館
- 上林 豪雪の館
- 沓野 酒蔵ギャラリー玉村
- 湯田中 一茶資料館湯薫亭

## 出身有名人
- 畔上楳仙 僧 大本山總持寺独住2世貫首、曹洞宗第三代管長
- 春日篤 軍人
- 春日弘 実業家
- 児玉果亭 日本画家
- 清水アキラ タレント
- 春風亭昇乃進 落語家
- 関昇一郎 長野県 副知事
- 山本英二 日本史学者
- 山本凌亭 南画家
- 竹節作太 日本人初の冬季オリンピック選手（1928サンモリッツ）
- 小野学 スキージャンプ選手
- 山本さち子 アルペンスキー選手
- 平澤岳 アルペンスキー選手、山ノ内町長
- 堀米光男 クロスカントリースキー選手
- 山本哲也 (作曲家)
- 馬場直人 クロスカントリースキー選手

## ゆかりの人々
- 近世
  - 高梨政高
  - 高梨政盛
  - 高梨政頼
  - 高梨頼親
  - 武田信玄
  - 松平忠輝 - 沓野山に巣守衆を配置。
  - 福島正則 - 高井野藩主、夜間瀬、戸狩、上条、寒沢を領地とする
  - 小松姫
  - 真田信之
  - 真田幸道
  - 真田幸専
  - 真田幸貫
  - 真田幸教
  - 佐久間象山 - 松代藩利用係。
  - 館三郎 - 同上
  - 葛飾北斎
  - 小林一茶
  - 十返舎一九
  - 長塚節
- 明治以降
  - 井上靖
  - 松本順
  - 原嘉道
  - 井伏鱒二
  - 横山大観
  - 夏目漱石
  - 笠松紫郎
  - 菊池寛
  - 吉川英治
  - 武田泰淳
  - 高浜虚子
  - 東郷平八郎
  - 三好達治
  - 寺崎広業
  - 若杉慧
  - 若山牧水
  - 小林秀雄
  - 植村甲午郎
  - 石坂洋次郎
  - 川合玉堂
  - 川端康成
  - 竹久夢二
  - 中山晋平
  - 猪谷千春
  - 与謝野晶子
  - 林芙美子
  - 壺井栄
  - 十五世市村羽佐衛門
  - 荻原井泉水
  - 小澤征爾
  - 山岸一雄
  - 岡沢吉夫
  - 野生司香雪 - 1952年、移住。湯田中渋温泉の不動山荘を借りてこの地を終の棲家とした。